# Syldavien
Syldavien (franska: Syldavie) är ett fiktivt land på Balkan. Huvudstad är Klow med 122 000 invånare. Detta land är omnämnt i fyra äventyr med Tintin; dessa är Det hemliga vapnet, Kung Ottokars spira, Månen tur och retur och Tintin och hajsjön.

## Beskrivning
Syldavien gränsar bland annat till Bordurien och det råder en spänd relation mellan länderna efter flera krig genom åren. Namnet Syldavien tros vara sammansatt av Transsylvanien och Moldavien. Huvudstadens namn (Klow) har likheter med Transsylvaniens största stad Cluj.
I Månen tur och retur sker uppskjutningen från atomforskningscentret Sbrodj, vilket ligger i bergskedjan Zmyhlpatherna. I landet finns även Flechizaff-sjön, en stor konstgjord sjö som förekommer i Tintin och hajsjön. Sjön ligger till hälften i Syldavien och hälften i Bordurien. Det finns inga kartor som visar Syldaviens geografiska läge, men man kan utifrån bilderna i Månen tur och retur se ungefär var raketen har startat och landat. Landet har en säkerhetspolis kallad Zekrett Politzs, förkortat Zepo.

## Matkultur
Szlaszeck är en maträtt från det fiktiva landet Syldavien i äventyren om Tintin av tecknaren Hergé och serveras med syldaversås. Enligt en servitör påstås det vara tillagat från bakbenet på en unghund.

## Historia
Från 500-talet beboddes Syldavien av nomader som på 900-talet fördrevs av turkarna och jagades upp i bergen. År 1127 kom nomaderna med Hveghi i spetsen ner från bergen och brände och plundrade. Till slut besegrades turkarna och Hveghi blev kung Muskar. År 1168 dog han och hans son blev Muskar II. Bordurien erövrade landet år 1195. År 1275 fördrev baron Almazout bordurierna och blev kung Ottokar (död år 1298), som gav landområden till de adelsmän som hjälpt honom att segra och därmed grundlade Syldaviens regionindelning. Hans efterträdare var Ottokar II, Ottokar III och Ottokar IV. Under den sistnämnde blomstrade landet och vid ett kuppförsök förbättrade kungen sig med en spira som tillhygge. Spiran blev Syldaviens heligaste relik och det sades att den kung som förlorar den inte längre skulle härska i Syldavien. I Kung Ottokars spira försöker Zyldav Zentral Revolutzionär Komitzät störta Muskar XII och ta makten, just genom att stjäla spiran. I Det hemliga vapnet använder landet kidnappning för att få tag på Kalkyls ljudvågsvapen.

## Kända syldavier
- Ottokar IV
- Muskar XII
- Överste Jorgen
- Herr Baxter
- Frank Wolff (bosatt i Syldavien)
- Baron Halmaszout (omnämnd i Castafiores juveler)

## Källhänvisningar
1. ↑  Dominique Auzias/Jean-Paul Labourdette: Moldavie, s. 56. Google.se. Läst 1 januari 2015. (franska)